# Ивашинцов, Николай Васильевич

Никола́й Васи́льевич Ивашинцов (1872—1933) — русский генерал, герой Первой мировой войны.

## Биография
Православный. Из дворян Рязанской губернии. Третий сын, статского советника Василия Сергеевича Ивашинцова (1833—1885) от брака с Аделаидой Андреевной Клепининой (1836—1888). Старшие братья, Сергей (1857—1921) и Андрей (1869—1921) — генерал-лейтенанты.
Родился 22 июня 1872 года в Уфе. Окончил Пажеский корпус (1892), был выпущен из камер-пажей в Туркестанскую конно-горную батарею. В том же году переведен подпоручиком в Гвардейскую конную артиллерию.
Чины: поручик (1896), штабс-капитан (1900), капитан (1904), полковник (1905), генерал-майор (за отличие, 1912), генерал-лейтенант (за боевые отличия, 1916).
Окончил Офицерскую артиллерийскую школу. 2 года и 11 месяцев командовал батареей гвардейской конно-артиллерийской бригады. В 1908—1912 годах был командиром 2-го дивизиона той же бригады.
29 ноября 1912 года назначен командиром 22-й артиллерийской бригады, с которой вступил в Первую мировую войну. Был награждён Георгиевским оружием
За то, что в боях 10 и 11 окт. 1914 г. и в боях за обладание высотами в течение 12, 13 и 14 окт., находясь на наблюдательном пункте под сильным шрапнельным, а временами и ружейным огнём, умелым руководством действиями своих батарей и выбором соответственных целей содействовал успешному наступлению своей дивизии и овладению позициями противника.
12 мая 1916 года был назначен инспектором артиллерии 1-го армейского корпуса, а 5 января 1917 года отчислен по болезни в резерв чинов при штабе Петроградского военного округа. 1 февраля 1917 назначен инспектором артиллерии 7-го Сибирского армейского корпуса.
Участвовал в Белом движении на юге России в составе ВСЮР и Русской армии Врангеля. В последней служил в Управлении финансов до эвакуации Крыма.
В эмиграции в Югославии. Состоял членом Общества артиллеристов. Умер в 1933 году в Белграде. Похоронен на Новом кладбище.

## Награды
- Орден Святого Станислава 3-й ст. (14.06.1895);
- Медаль «В память царствования императора Александра III» (01.07.1896);
- Медаль «В память коронации Императора Николая II» (03.01.1897);
- Медаль «За походы в Средней Азии 1853—1895» (15.06.1898);
- Орден Святой Анны 3-й ст. (06.12.1901);
- Орден Святого Станислава 2-й ст. (06.12.1906);
- Орден Святой Анны 2-й ст. (06.12.1909);
- Медаль «В память 100-летия Отечественной войны 1812» (26.08.1912);
- Орден Святого Владимира 3-й ст. (1913);
- Орден Святого Станислава 1-й ст. с мечами (ВП 31.01.1915);
- Георгиевское оружие (ВП 11.03.1915);
- Орден Святой Анны 1-й ст. с мечами (ВП 28.05.1915);
- мечи к ордену Святого Владимира 3-й ст. (ВП 25.06.1915)
- Орден Святого Владимира 4-й ст. с мечами и бантом (ВП 27.07.1915);
- Орден Святого Владимира 2-й ст. с мечами (ВП 28.02.1916).